# Fritz Thiedemann

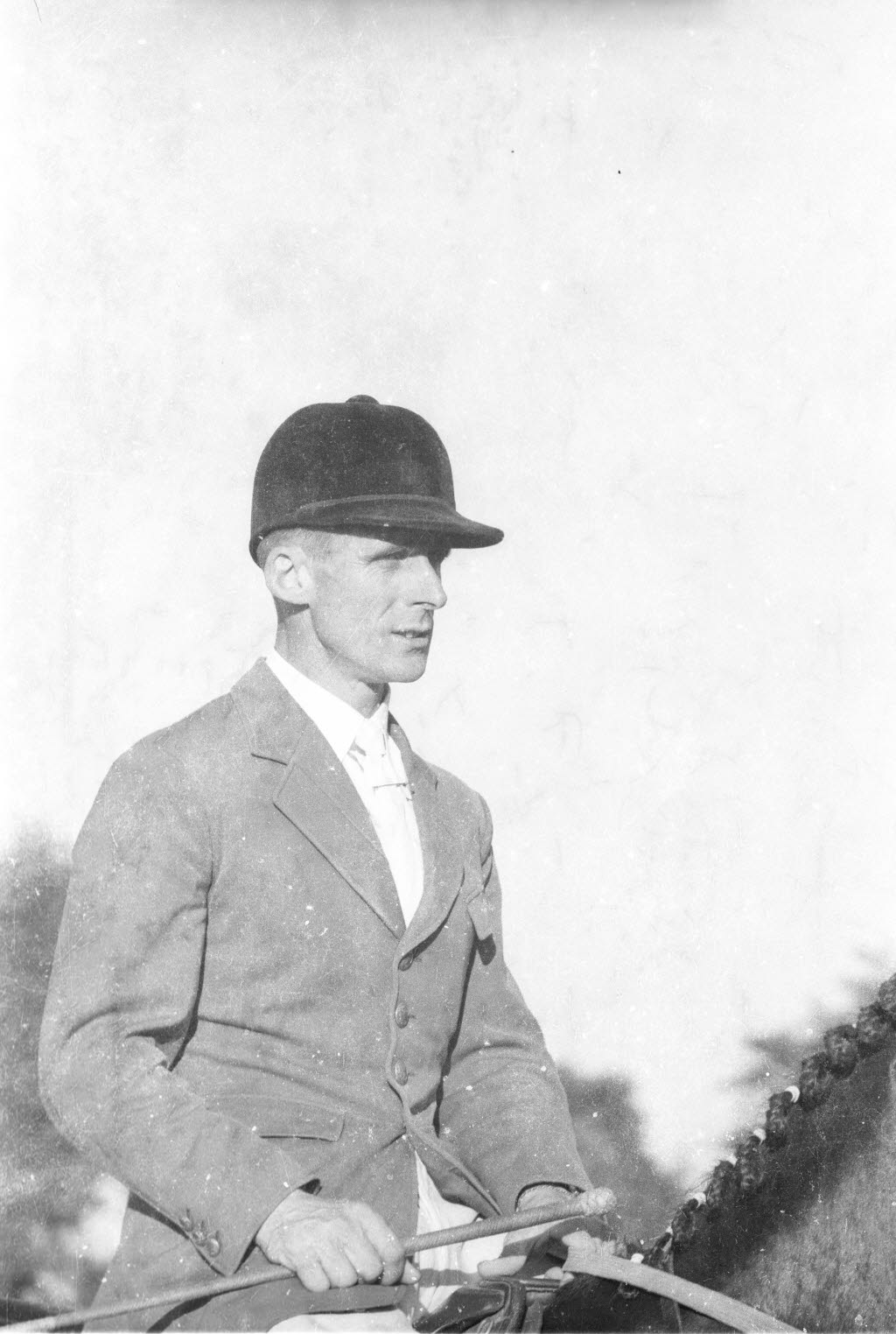
Fritz Thiedemann, um 1957

Fritz Thiedemann (* 3. März 1918 in Weddinghusen bei Heide in Schleswig-Holstein; † 8. Januar 2000 ebenda) war ein deutscher Springreiter, Landwirt und Unternehmer. Seit 1938 erzielte er über 500 Turniererfolge.

## Werdegang
Fritz Thiedemann wurde als Sohn des Landwirts Klaus Thiedemann und dessen Ehefrau, eine geborene Hausen, in der Nähe von Schleswig geboren. Er war evangelisch, das jüngste von neun Kindern und erhielt zunächst auf den für landwirtschaftliche Zwecke gehaltenen Pferden einfachen Reitunterricht. Es folgten erste Turnierteilnahmen. Seine weitere reiterliche Ausbildung absolvierte Thiedemann zunächst in der Kavallerieschule Hannover, später mit deren Verlegung dann in der Heeres-Reitschule in Potsdam-Krampnitz.
Bis 1934 besuchte er die Oberrealschule in Heide und begann danach eine landwirtschaftliche Ausbildung. Thiedemann trat 1936 der SA bei und erhielt seine Ausbildung maßgeblich auf der SA-Reichsreiterführerschule in Berlin-Düppel. Sein Trainer war Major Felix Bürkner. 1938 bis 1945 war Thiedemann Soldat (zuletzt als Oberleutnant und Schwadronschef). 1938 gewann er beim Berliner Frühjahrsturnier den Preis der Deutschlandhalle. Von 1940 bis 1943 besuchte er die Kavallerieschule Potsdam-Krampnitz.
In den nationalen Wettbewerben erreichte er 1950 den Durchbruch beim Deutschen Springderby in Hamburg. Hier errang er den Sieg auf dem Pferd Loretto. Im darauffolgenden Jahr wurde er ebenfalls Sieger auf Meteor, mit dem er insgesamt 150 Turniererfolge erzielte. 1954 gewann er beim Country-Life-Cup und beim King Georges V Gold Cup in London und erhielt den Pokal dazu aus den Händen der Königin Elisabeth II.
Gemeinsam mit Hans Günter Winkler war Fritz Thiedemann der herausragende deutsche Springreiter der 1950er Jahre. Bei den Olympischen Sommerspielen 1952 in Helsinki gelang es ihm, als bisher einzigem Reiter der Welt, sowohl im Springreiten als auch in der Dressur in die Medaillenränge zu reiten: er gewann die Bronzemedaille im Springreiten und mit der deutschen Dressurmannschaft ebenfalls eine Bronzemedaille. In der Einzelwertung errang er im Dressurreiten den Platz 12 auf „Chronist“ und im Springreiten den dritten Platz.
Bei den olympischen Reiterspielen in Stockholm 1956 gewann er die Goldmedaille mit der deutschen Mannschaft im Springreiten. In der Einzelwertung belegte er den vierten Platz auf „Meteor“. Die Goldmedaille konnte er dann auch bei den Spielen in Rom 1960 wiederholen. Sowohl bei den separaten Reiterspielen 1956 als auch 1960 in Rom trug er die deutsche Fahne beim Einzug der Mannschaften während der Eröffnungsfeier. Damit ist er der einzige deutsche Sportler, der bei zwei olympischen Eröffnungsfeiern als Fahnenträger auftrat.
Der Name Fritz Thiedemann ist eng verbunden mit dem seinerzeit weltweit erfolgreichsten Springpferd Meteor, mit dem er auch die meisten Titel errang. Als das Pferd am 26. August 1966 starb, wurde ihm ein Denkmal vor der Staatskanzlei in Kiel gesetzt.
Im Jahre 1961 beendete der Landwirt Fritz Thiedemann seine aktive sportliche Karriere, blieb aber weiterhin dem Pferdesport und der Pferdezucht eng verbunden und gab hier seine langjährigen Erfahrungen weiter. Für seine Verdienste wurde er 1974 mit dem Bundesverdienstkreuz ausgezeichnet.
Ende 1999 erkrankte er an einer Lungenentzündung und musste am 16. Dezember zur weiteren Behandlung ins Krankenhaus eingeliefert werden. Dort starb er am 8. Januar 2000. Fritz Thiedemann war ab 1950 mit Anneliese Thiedemann, geborene Groth, verheiratet und hatte drei Kinder (Anke und die Zwillinge Claus und Hartwig).

## Ehrungen und Auszeichnungen

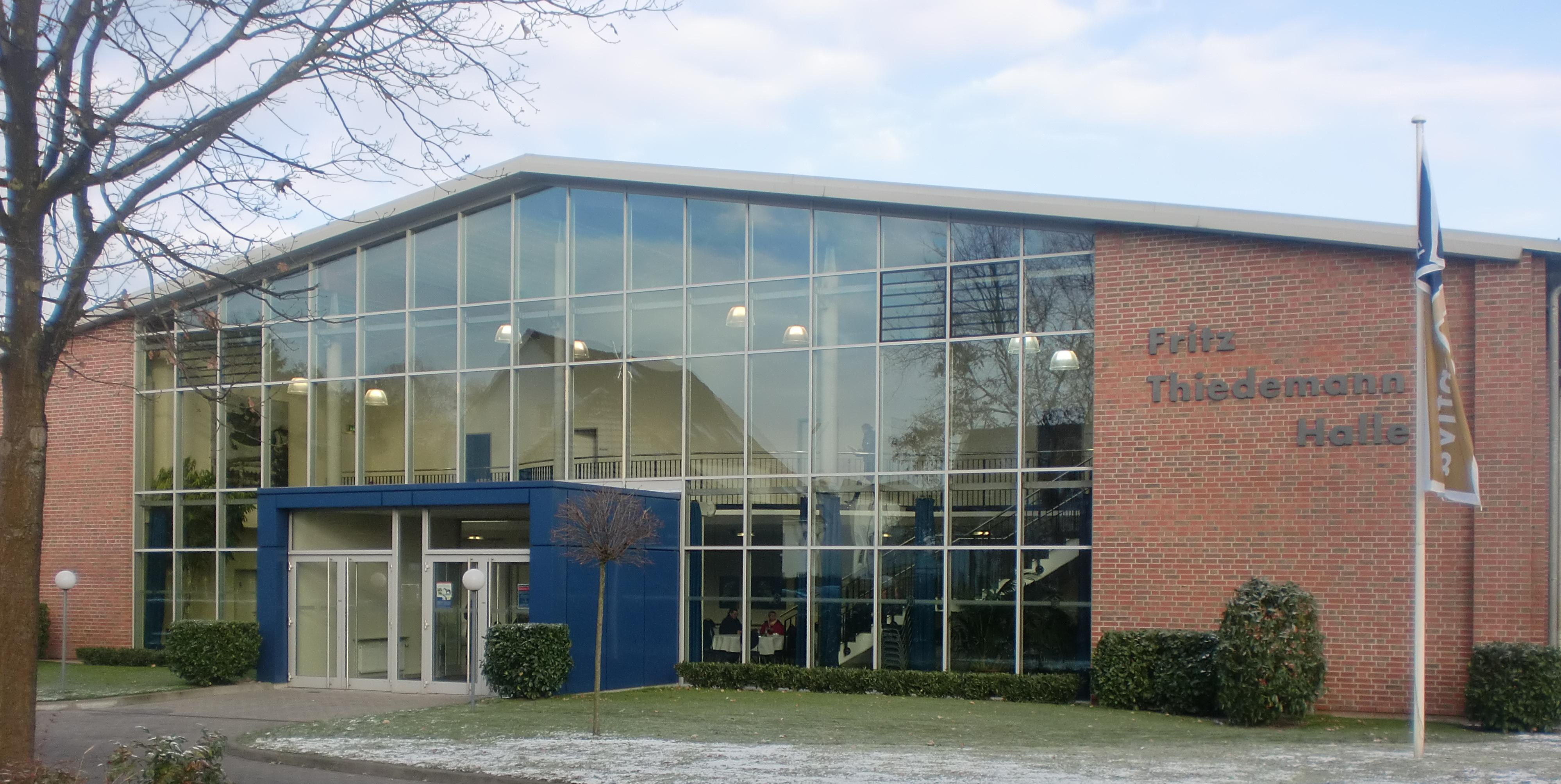
Fritz-Thiedemann-Halle Elmshorn

In seiner Geburtsstadt Heide, wo er auch später noch wohnte, ist eine Straße nach ihm benannt, der Fritz-Thiedemann-Ring, der eine Umgehung des Stadtgebietes ermöglicht, an dessen Beginn findet man einen Gedenkstein. Die Stadt Elmshorn verlieh ihm 1956 die Ehrenbürgerwürde wegen seiner Verdienste um die Stadt und die dortige Reit- und Fahrschule, an der er jahrelang tätig war. Auch die dortige, 2005 neu eröffnete Auktions- und Reithalle des Verbandes der Züchter des Holsteiner Pferdes ist nach Thiedemann benannt, ebenso ein Fritz-Thiedemann-Weg. Seine Pferde sind in Elmshorn durch Benennung der Straßen Meteorstraße, Finaleweg, Retinastraße und Diamantstraße auch heute noch präsent. Eine Fritz-Thiedemann-Straße findet sich zudem noch in Kachtenhausen.
Im Laufe seines Lebens hat er diverse Auszeichnungen erhalten: Als erster Sportler bekam Thiedemann das Silberne Lorbeerblatt im Juni 1950 vom Bundespräsidenten (Theodor Heuss) überreicht. Die Auszeichnung erhielt er auch 1951, 1952, 1956 und 1960. Ebenfalls 1950 erhielt er als Erster das Goldene Reiterabzeichen mit Brillanten. Sechs Jahre später wurde ihm die Ehrenbürgerschaft der Stadt Elmshorn verliehen. Im Jahr 1959 bekam er für 27 Nationenpreise das Goldene Band des Vereins Deutsche Sportpresse, 1964 die Silberne Ehrennadel der Internationalen Reiterlichen Vereinigung in Brüssel. 1984 erhielt er in München den ISPO-Pokal.
Im Jahr 1958 wurde er Sportler des Jahres in der Bundesrepublik, 1961 erhielt er die Sportplakette des Landes Schleswig-Holstein. 1974 folgte die Verleihung des Großen Bundesverdienstkreuzes. 2008 wurde Fritz Thiedemann in die Hall of Fame des deutschen Sports aufgenommen.

## Erfolge
- Olympische Sommerspiele[12]
  - 1952 in Helsinki:
    - Springreiten: Bronzemedaille Einzel auf Meteor
    - Dressurreiten: Bronzemedaille Mannschaft, Einzelwertung 12. auf Chronist xx

  - 1956 in Stockholm: Goldmedaille Mannschaft, Einzelwertung 4. auf Meteor
  - 1960 in Rom: Goldmedaille Mannschaft, Einzelwertung 6. auf Meteor
- Weltmeisterschaft
  - 1953 in Paris: Silbermedaille Einzel auf Diamant
- Europameisterschaft:
  - 1958 in Aachen: Goldmedaille Einzel auf Meteor
  - 1959 in Paris: Bronzemedaille Einzel auf Goodewind
- weitere:
  - fünfmal Sieger des Deutschen Springderby in Hamburg: 1950 (Loretto), 1951 (Meteor), 1954 (Diamant), 1958 (Finale) und 1959 (Retina)
  - dreimal Sieger im Großen Preis von Aachen (1951, 1953 und 1955)

## Veröffentlichungen
- Meine Freund Meteor. 1957.
- Meine Pferde – mein Leben. 1961.
- Das Springpferd. 1979.